# Thomas S. Kuhn
Thomas Samuel Kuhn (* 18. Juli 1922 in Cincinnati, Ohio; † 17. Juni 1996 in Cambridge, Massachusetts) war ein US-amerikanischer Physiker, Wissenschaftsphilosoph und Wissenschaftshistoriker. Er gehört zu den bedeutendsten Wissenschaftstheoretikern des 20. Jahrhunderts.
In seinem Hauptwerk The Structure of Scientific Revolutions beschreibt Kuhn die Wissenschaft als eine Folge von ‚Phasen der Normalwissenschaft‘, unterbrochen von ‚wissenschaftlichen Revolutionen‘. Ein zentrales Konzept ist hierbei das Paradigma; ein Paradigmenwechsel, englisch paradigm shift sei eine wissenschaftliche Revolution. Das Verhältnis von Paradigmen, zwischen denen eine Revolution liegt, bezeichnet Kuhn als inkommensurabel, was hier bedeutet: nicht mit dem gleichen (begrifflichen) Maß messbar.

## Biographie
Thomas Kuhn wurde 1922 in Cincinnati in eine jüdische Familie geboren. Seine Mutter war Minette Kuhn, geborene Stroock und sein Vater Samuel Louis Kuhn (1894–1976). Er hatte einen jüngeren Bruder Roger S. Kuhn. Sein Vater war als Ingenieur in der Industrie und seine Mutter als Korrektorin tätig. 1940 begann Thomas Kuhn an der Harvard-Universität, an der schon sein Vater studiert hatte, ein Studium der Physik. Während seines Studiums belegte er mehrere Kurse in Philosophie und Literatur und schrieb außerdem für die von Studenten herausgegebene Zeitung Harvard Crimson.
Nach seinem Bachelor im Jahr 1943 arbeitete er zunächst in einem Radar-Forschungslabor (Radio Research Laboratory) in Harvard. Dort war er als Theoretiker an Radar-Gegenmaßnahmen im Zweiten Weltkrieg beteiligt. 1944 wurde er in Großbritannien und im gerade von den West-Alliierten eroberten Nordfrankreich als Radartechniker eingesetzt. Im Herbst 1944 kehrte Thomas Kuhn nach Harvard zurück, wo er sein Studium fortsetzte: Er erhielt seinen Master und wurde 1949 bei dem späteren Nobelpreisträger John H. van Vleck in theoretischer Festkörperphysik promoviert.
Zu dieser Zeit war sein eigentlicher Mentor bereits der damalige Präsident von Harvard, James Bryant Conant. Conant wurde auf Kuhn wegen seines für einen Physiker ungewöhnlichen Engagements im Harvard Crimson und in einem literarisch-philosophischen Club aufmerksam. Auf Conants Initiative hin gab Kuhn bereits vor seiner Promotion einen Kurs in Wissenschaftsgeschichte. Die Arbeit an diesem Kurs beeinflusste Kuhn stark, so dass er sich gegen die Physik und für eine Laufbahn als Historiker und Philosoph entschied.
Von Conant vorgeschlagen, wurde Kuhn Mitglied der Society of Fellows in Harvard. Er beschäftigte sich dort mit der Geschichte der Wissenschaft, war aber immer an deren Auswirkungen auf die Philosophie interessiert.
Kuhn nahm 1956 eine Stelle als Assistenzprofessor für Wissenschaftstheorie und Wissenschaftsgeschichte in Berkeley an, einige Jahre später wurde er zum ordentlichen Professor für Wissenschaftsgeschichte berufen. In Berkeley verfasste er unter anderem sein Hauptwerk The Structure of Scientific Revolutions (Die Struktur wissenschaftlicher Revolutionen).
Das Buch – er selbst bezeichnet es als Essay – schrieb er anfangs als Teil der International Encyclopedia of Unified Science. Anstoß war die 1935 in Basel entstandene „fast unbekannte Monografie“ Entstehung und Entwicklung einer wissenschaftlichen Tatsache des polnischen Mikrobiologen Ludwik Fleck, die einige seiner Gedanken vorwegnimmt.
In diesem Werk, das wahrscheinlich von den grundlegenden Arbeiten Ludwik Flecks beeinflusst war, argumentierte Kuhn, dass die Wissenschaft nicht durch eine lineare Ansammlung neuen Wissens voranschreitet, sondern periodischen Revolutionen unterliegt, eben den Paradigmenwechsel, in denen sich die Art der wissenschaftlichen Untersuchung innerhalb eines bestimmten Bereichs abrupt verändert.
1963 wurde Kuhn in die American Academy of Arts and Sciences gewählt, 1974 in die American Philosophical Society, 1979 in die National Academy of Sciences und 1990 als korrespondierendes Mitglied in die British Academy. Von 1964 bis 1979 lehrte er an der Princeton University. Danach wechselte er ans Massachusetts Institute of Technology (MIT), wo er die Laurance S. Rockefeller-Professur für Philosophie innehatte, die er bis zu seiner Emeritierung im Jahr 1991 ausfüllte.
Im Jahr 1979 wurde Kuhn zum Mitglied der Leopoldina gewählt. Kuhn wurde 1982 mit der George-Sarton-Medaille ausgezeichnet, dem höchst renommierten Preis für Wissenschaftsgeschichte der von George Sarton und Lawrence Joseph Henderson gegründeten History of Science Society (HSS). 1983 erhielt er den John Desmond Bernal Prize der Society for Social Studies of Science.
Kuhn war seit 1948 verheiratet. Aus der Ehe gingen drei Kinder hervor. Nach der Scheidung 1979 kam es im Jahr 1982 zu einer zweiten Ehe. Thomas S. Kuhn starb 1996 im Alter von 73 Jahren an Krebs. Bis zu seinem Tod hatte er eine erweiterte Fassung seiner Ideen zur Wissenschaftstheorie unter dem Titel The Plurality of Worlds: An Evolutionary Theory of Scientific Discovery zu etwa zwei Dritteln fertiggestellt. Er beauftragte kurz vor seinem Tod die beiden Philosophen John Haugeland (verstorben 2010) und James Conant (ein Enkel des o. g. James Bryant Conant) mit der Herausgabe des Buchs. Das Buch wurde 2022 von Bodana Mladenovic unter dem Titel The Last Writings of Thomas S. Kuhn. Incommensurability in Science gemeinsam mit zwei bisher im Englischen unveröffentlichten Texten Kuhns herausgegeben.

## Philosophie
Kuhn äußert zu Beginn seines Buches die Erwartung, mit seiner Theorie das Bild (image) der Wissenschaften, so wie es bis dahin entworfen wurde, tiefgreifend zu verändern. Ian Hacking fasst dieses traditionelle Bild wie folgt zusammen: Wissenschaft sei realistisch (sie wolle ein wahres Abbild der realen Welt erzeugen), sie sei signifikant von Formen des Glaubens zu unterscheiden, sammle ihre Erkenntnisse kumulativ, unterscheide strikt zwischen Beobachtung und Theorie, sei jedoch auf Beobachtung und Experiment gegründet, sie habe eine deduktive Struktur, und ihr Begründungszusammenhang sei strikt von den sozialen Umständen wissenschaftlicher Entdeckungen zu unterscheiden.

### Kuhns Paradigmenbegriff
Der Begriff des Paradigmas ist ein zentrales Element von Kuhns Philosophie, die er diesem Bild der Wissenschaft entgegensetzt. Während er ihn in The Structure of Scientific Revolutions noch sehr frei und in unterschiedlichen Bedeutungen benutzt, bemühte sich Kuhn in späteren Publikationen, den Begriff zu präzisieren.
Kuhn übernahm für seine Theorie den Ausdruck Paradigma aus der Linguistik (siehe Paradigma (Linguistik)). In Kuhns ursprünglicher Verwendung sind Paradigmen „konkrete Problemlösungen, die die Fachwelt akzeptiert hat“. Hiermit sind Beispiele wie die Lösung des Problems gemeint, wie eine Kugel auf einer schiefen Ebene herabrollt. Die Lösungen solcher Probleme werden Studierenden in Lehrbüchern erklärt. Solche allgemein akzeptierten Problemlösungen dienen als Anleitung, um andere Probleme zu lösen, indem man sie mit den schon gelösten Problemen analogisiert.
In The Structure of Scientific Revolutions erhalten Paradigmen zusätzlich eine globale Bedeutung: Nahezu alles, worüber in der Wissenschaft Konsens besteht, ist paradigmatisch. Gemäß dieser Begriffsausweitung können unter anderem auch ganze Theorien paradigmatisch sein. Kuhn wurde in den Folgejahren für diese philosophisch nicht unproblematische Aufweichung des Paradigmenbegriffes oft kritisiert. Allerdings ist die Allgemeinheit des Paradigmenbegriffs von Kuhn beabsichtigt. Dadurch vermeidet er im Gegensatz zu Karl Popper die methodologische Festlegung auf das, was Wissenschaft ist oder sein soll. Diese Festlegung erfolgt im Rahmen des Paradigmas selbst. Damit ist die Unterscheidung zwischen Wissenschaft und Metaphysik wie die zwischen Entdeckungs- und Begründungszusammenhang hinfällig.
Zu Beginn der 1970er Jahre änderte Kuhn seine Terminologie. Paradigmen im weiten Sinne bezeichnete er nunmehr als disziplinäre Matrix, während er konkrete Problemlösungen fortan Musterbeispiele nannte (allerdings gibt Kuhn den Begriff der disziplinären Matrix im Laufe der 70er Jahre wieder auf). Im Postskriptum zu Structure von 1969 heißt es zum Paradigmenbegriff:

„Einerseits steht er für die ganze Konstellation von Meinungen, Werten, Methoden usw., die von den Mitgliedern einer gegebenen Gemeinschaft geteilt werden. Andererseits bezeichnet er ein Element in dieser Konstellation, die konkreten Problemlösungen, die, als Vorbilder oder Beispiele gebraucht, explizite Regeln als Basis für die Lösung der übrigen Probleme der ‚normalen Wissenschaft‘ ersetzen können.“

Die Ausdrücke Paradigma und Paradigmenwechsel verwendete er nur noch selten. Sie waren inzwischen sowohl in der Rezeption wie auch von Kuhn selbst, und zwar schon sehr früh, abweichend vom ursprünglichen Wortsinne eines Modells in weiterem Sinne unpräzise für alles Mögliche verwendet worden, was tradiert wird und worüber Konsens unter arbeitenden Wissenschaftlern bestand.

### Vorparadigmatische Wissenschaft
Die Existenz eines Paradigmas ist für Kuhn ein Zeichen reifer Wissenschaften, es ist allerdings nicht ein notwendiges Kriterium für Wissenschaftlichkeit. Kuhn bezeichnet vorparadigmatische Wissenschaft auch als Protowissenschaft.
Mangels anerkannter Musterbeispiele besteht für den Forscher in einer vorparadigmatischen Phase der Wissenschaft ein großer Freiraum in der Wahl seiner Experimente, so dass Wissenschaftler stark unterschiedliche Aspekte ihres Themengebietes untersuchen und die hierbei gefundenen Theorieansätze die Experimente anderer Forscher nicht zu erklären vermögen.
Auf diese Weise entstehen oft viele konkurrierende und inkompatible Ansichten unter Wissenschaftlern. Als Beispiel nennt Kuhn die Elektrizität, welche durch Reibungsphänomene oder natürliche Abstoßung und Anziehung erklärt und von wieder anderen als Flüssigkeit angesehen wurde, bevor zur Zeit Benjamin Franklins eine paradigmatische Theorie der Elektrizität entstand.
Während die Mathematik schon seit der Antike paradigmatischen Charakter habe, seien laut Kuhn andere Wissenschaftsbereiche wie die Genetik erst seit relativ kurzer Zeit paradigmatisch. Wieder andere Bereiche, besonders in den Sozialwissenschaften, befinden sich noch immer in einem vorparadigmatischen Zustand.

### Normalwissenschaft
Normalwissenschaft bezeichnet in der wissenschaftstheoretischen Konzeption von Kuhn eine der beiden möglichen Phasen der Wissenschaftsentwicklung, nachdem eine Wissenschaft die vorparadigmatische Phase hinter sich gelassen hat. Von ihr unterschieden wird die außerordentliche oder revolutionäre Phase.
Charakteristisch für Normalwissenschaft ist die Akzeptanz eines Paradigmas durch die wissenschaftliche Gemeinschaft, auf dessen Basis Forschung betrieben wird. Zum einen wird der Bereich relevanter Probleme durch das Paradigma drastisch eingeschränkt, dies bedeutet aber auf der anderen Seite die Möglichkeit, in die Tiefe gehende Forschung zu betreiben.
Die Aufgabe des Wissenschaftlers in normalwissenschaftlichen Phasen ist die Lösung von Problemen, deren Lösungsregeln implizit durch das Paradigma gegeben sind. Kuhn bezeichnet diese Arbeit als Lösen von Rätseln, in Analogie zu Puzzles oder Schachproblemen, in denen die Grundregeln fest vorgegeben sind. Als Rätsel werden bevorzugt Probleme angegangen, von denen vermutet wird, dass eine Lösung für sie existiert und mit Hilfe der Lösungsregeln auch gefunden werden kann. Ist dies nicht der Fall, werden Probleme oft als metaphysisch abgelehnt.
Im Wesentlichen gibt es drei Sorten von Rätseln:
- Bestimmung bedeutsamer Tatsachen

Dies bedeutet z. B. die Bestimmung der Spektren von Molekülen oder Wellenlängen.
- gegenseitige Anpassung von Fakten und Theorie

Dies beinhaltet die Beseitigung von Ungenauigkeiten durch Miteinbeziehung von in der idealisierten Theorie vernachlässigten Phänomenen wie Luftwiderstand oder Reibung und auf der anderen Seite bestätigende Experimente wie die Atwoodsche Fallmaschine oder riesige Detektoren zum Nachweis von Neutrinos.
- Artikulation des Paradigmas

Hierzu zählen die Beseitigung noch bestehender Unklarheiten der Theorie, Versuche einer logisch überzeugenden Darstellung einer Theorie und die Herleitung neuer Gesetze aus der Paradigmatheorie.
Weitere normalwissenschaftliche Tätigkeiten, die unter diese Punkte fallen, sind die Bestimmung universeller physikalischer Konstanten, die Formulierung quantitativer Gesetze, Musterbeispiele für die Lösung wissenschaftlicher Probleme und die Inkorporierung neuer Phänomene in das Paradigma.
Prinzipiell geht es dem Forscher dabei nicht um die Überprüfung oder Falsifikation des Paradigmas. Über dieses herrscht Konsens unter den Wissenschaftlern. Ziel der Normalwissenschaft sind also keine fundamentalen Neuerungen, die das Weltbild umstürzen könnten, sondern die schrittweise Verbesserung von Theorien im Rahmen des gegebenen Paradigmas.
Auf keinen Fall sieht Kuhn in normalwissenschaftlicher Forschung eine wenig herausfordernde Routinetätigkeit. Analog zu vielen konstruierten Rätseln sind sowohl Kreativität nötig als auch die Fähigkeit, Methoden auf technisch oder abstrakt-mathematisch hohem Niveau anwenden zu können. Außerdem treten auch innerhalb der Normalwissenschaft Innovationen auf, nur betreffen diese nicht die Grundpfeiler der Theorie.
Sofern Probleme bei der Lösung der Rätsel auftreten, werden sie in den meisten Fällen der mangelnden Qualität des Wissenschaftlers oder der verfügbaren experimentellen Methoden zugeschrieben. Durch diese enge Bindung der wissenschaftlichen Praxis an das Paradigma wird eine Spezialisierung und Tiefe erreicht, die ohne das Vertrauen in eine sichere Basis nicht möglich wäre.
Im Gegensatz zur von Karl Popper vorgeschlagenen Falsifizierbarkeit hält Kuhn die Möglichkeit, Normalwissenschaft zu treiben, für das entscheidende Abgrenzungskriterium zu vorwissenschaftlichen oder pseudowissenschaftlichen Theorien.
Kuhn beschreibt das Paradigma als Träger einer wissenschaftlichen Theorie:
[Ein Paradigma funktioniert], indem es dem Wissenschaftler von den Entitäten Kenntnis gibt, welche die Natur enthält oder nicht enthält, und von der Art und Weise, in der sich diese Entitäten verhalten. Durch diese Informationen entsteht ein Plan, dessen Einzelheiten durch reife wissenschaftliche Forschung erklärt werden. Und da die Natur viel zu komplex und vielfältig ist, um auf gut Glück erforscht zu werden, ist dieser Plan genauso wichtig für die kontinuierliche Weiterentwicklung der Wissenschaft wie Beobachtung und Experiment.

### Wissenschaftliche Revolutionen

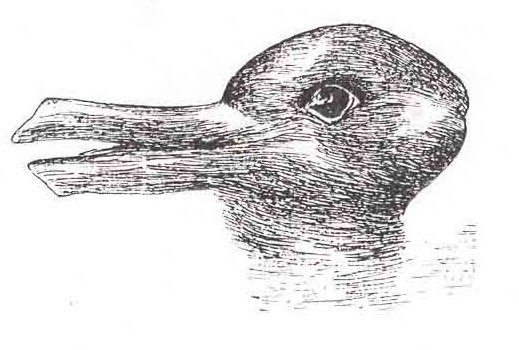
Ente oder Kaninchen? Kuhn verwendete diese bekannte optische Illusion von Jastrow, um zu veranschaulichen, dass sich bei wissenschaftlichen Revolutionen die Wahrnehmung der Wissenschaftler radikal ändert.

Erst wenn über einen längeren Zeitraum hinweg an zentralen Stellen Probleme aufgetreten sind oder überraschende Entdeckungen gemacht worden sind, beginnt die Phase der außerordentlichen Wissenschaft. In ihr wird auch wieder über die Grundlagen selbst diskutiert. Eine solche Krise kann zu einem Paradigmenwechsel führen, bei dem das Paradigma der Disziplin verworfen und durch ein anderes ersetzt wird.
Von Kuhn angeführte Beispiele für wissenschaftliche Revolutionen sind unter anderem die Ablösung der Phlogistontheorie durch Lavoisiers Sauerstoffchemie, Einsteins Relativitätstheorie, die die klassische Newtonsche Physik ablöste, und in besonderer Ausführlichkeit die Kopernikanische Wende vom geozentrischen hin zum heliozentrischen Weltbild. Der Wissenszuwachs ist nun im Gegensatz zur Normalwissenschaft nicht kumulativ, da wichtige Teile der alten Theorie aufgegeben werden. Der Inhalt der nachrevolutionären Theorie ist vorher nicht abzusehen.
Mit wissenschaftlichen Revolutionen verändern sich nach Kuhn nicht nur die Theorien, sondern auch das allgemeine Weltbild und die wissenschaftliche Praxis. Dies führte dazu, dass Kuhn in Structure wiederholt davon spricht, dass es so ist, als würde sich nicht die Interpretation des Menschen, sondern die Welt selbst ändern. Ein Paradigma wirkt sich auf tieferen Ebenen aus: es betrifft selbst die Wahrnehmung der Wissenschaftler. Vorläufer bezüglich dieser Behauptung sind Ludwik Fleck (Entstehung und Entwicklung einer wissenschaftlichen Tatsache), der bereits den Paradigmenwechsel forderte, und Norwood Russell Hanson (Patterns of discovery). Aufgrund der kognitiven Dimension von Paradigmen vergleicht Kuhn Paradigmenwechsel mit sogenannten Gestaltwechseln. Diese kennzeichnet ein plötzlicher Wechsel von einer zu einer anderen Wahrnehmung.
Er [der Paradigmenwechsel] muß, wie der Gestaltwandel, auf einmal (wenn auch nicht notwendigerweise in einem Augenblick) geschehen oder überhaupt nicht.
Im ausdrücklich formulierten Gegensatz zu dem falsifikatorischen Ansatz Karl Poppers behauptet Kuhn, dass Paradigmen nicht nur deshalb aufgegeben werden, weil sie falsifiziert wurden. Ein Paradigma wird erst dann aufgegeben, wenn es durch ein anderes ersetzt werden kann. Ein Aufgeben des Paradigmas durch die wissenschaftliche Gemeinschaft ohne Ersatz würde, Kuhn zufolge, die Aufgabe der wissenschaftlichen Tätigkeit per se bedeuten. Nach Kuhn können mehrere konkurrierende Theorien unter Umständen durch genau dieselbe empirische Evidenz gestützt werden. Dieses Argument ist heute als Unterdeterminierung von Theorien durch Evidenz bekannt und wird insbesondere von Empiristen wie von Bas van Fraassen verwendet.

### Inkommensurabilität
Einer der umstrittensten und meistdiskutierten Punkte von Kuhns Philosophie ist das auf einer Analogie mit der Mathematik beruhende Konzept der Inkommensurabilität, das er unabhängig von, aber etwa zeitgleich mit Paul Feyerabend in die Wissenschaftsphilosophie eingeführt hat (Kuhns und Feyerabends Begriffe der Inkommensurabilität unterscheiden sich etwas voneinander).
Der Kuhn’sche Begriff der Inkommensurabilität enthält die folgenden, auf den ersten Blick heterogenen Elemente:
- Die Paradigmen bieten Lösungen für unterschiedliche Probleme. Der Fokus auf das, was als durch die Wissenschaft zu klärendes Problem anzusehen ist, ändert sich hierbei.
- Auch wenn das Vokabular oft das Gleiche bleibt, ändern sich die Begriffe, die die Worte bezeichnen, mehr oder weniger radikal. Zudem werden manche Begriffe überhaupt nicht mehr verwendet und neue eingeführt.
- Anhänger konkurrierender Paradigmata üben ihre Tätigkeit in verschiedenen Welten aus. Kuhn ist sich bewusst, dass diese Aussage sehr schwer verständlich ist. Ist sie nur metaphorisch gemeint? Kuhn hat sich bis an sein Lebensende mit der Klärung dieser Frage beschäftigt und kam zu dem Schluss, dass man diese Redeweise irgendwie wörtlich verstehen müsse.

Tatsächlich bilden diese drei Elemente für Kuhn aber eine Einheit: Im Kern ist Inkommensurabilität das Resultat einer begrifflichen Veränderung.
Ein zentrales Beispiel für die Inkommensurabilität zweier Theorien ist für Kuhn die Theorie des Sonnensystems. Das Ptolemäische Weltbild kannte folgende „Planeten“: Sonne, Mond, Merkur, Venus, Mars, Jupiter, Saturn (Uranus, Neptun und Pluto waren damals noch unbekannt). Planeten waren die Wandelsterne, die relativ zu den Fixsternen eine Bewegung ausführten. Im kopernikanischen Weltbild hingegen firmiert eine andere Menge von Himmelskörpern als „Planeten“, nämlich Merkur, Venus, Erde, Mars, Jupiter und Saturn. Jetzt waren Planeten Himmelskörper, die die Sonne umkreisen. Zudem werden zwei neue Kategorien eingeführt, nämlich die Sonne als ein Zentralgestirn und die Kategorie Satelliten, in die der Mond der Erde und später die Monde des Jupiters, entdeckt durch Galilei, gehören. Als Konsequenz gilt für Kuhn, für uns überraschend: Der Satz „Im ptolemäischen System drehen sich die Planeten um die Erde und im kopernikanischen System um die Sonne“ ist kein wirklich sinnvoller Satz, da es keinen einheitlichen Planetenbegriff gibt, der in diesem Satz verwendet werden könnte.
Als weiteres Beispiel nennt Kuhn die Revolution von der Newton’schen Physik zur Relativitätstheorie Einsteins. Beide Theorien seien inkommensurabel, weil in beiden Theorien verwendete Wörter wie z. B. Energie in beiden Theorien unterschiedliche Bedeutungen hätten. Demnach könne die Newton’sche Physik auch nicht als Annäherung an die Spezielle Relativitätstheorie für Geschwindigkeiten, die klein gegenüber der Lichtgeschwindigkeit sind, angesehen werden. Ein sanfter Übergang der einen Lehre in die andere sei somit nicht möglich. Dies ist mit dem Korrespondenzprinzip im Bohr’schen Sinne völlig verträglich: Bestritten wird dabei nicht, dass im Grenzübergang die numerischen Werte bestimmter Variablen ineinander übergehen; das ist eine mathematische Tatsache. Dennoch bleibt, wie auch schon von Bohr für den analogen Fall des Verhältnisses von klassischer Mechanik und Quantenmechanik betont, ein begrifflicher Bruch zwischen beiden Theorien.
Die Hypothese der Inkommensurabilität gibt der Kuhn’schen Auffassung der Wissenschaftsentwicklung ihre eigentliche Brisanz. Die Inkommensurabilitätsannahme ist gegen die Vorstellung gerichtet, dass der wissenschaftliche Fortschritt kumulativ zu verstehen sei: als eine stetige Anhäufung wissenschaftlicher Erkenntnisse ohne wesentliche Rücknahmen und Brüche. Dies war beispielsweise Karl Poppers Auffassung. Kuhn hat aber nie behauptet, dass die Wissenschaftsentwicklung irrational ablaufe. Er hat nur bestritten, dass die traditionelle Auffassung vom rationalen Theorienvergleich angemessen sei, nämlich durch einen Punkt-für-Punkt-Vergleich der verschiedenen Konsequenzen der involvierten Theorien. Tatsächlich ist Kuhn aber irrtümlicherweise vielfach so verstanden worden, als ob er wegen der Inkommensurabilität die Möglichkeit des rationalen Theorienvergleichs und damit die Rationalität der Wissenschaftsentwicklung leugnen wolle.

## Rezeption
In den ersten Jahren nach Structure stand Kuhns Paradigmenbegriff im Zentrum der Kritik.
Kuhn wurde oft für die Unschärfe seines Paradigmabegriffs kritisiert. Margaret Masterman fand 21 unterschiedliche Verwendungen des Begriffs in The Structure of Scientific Revolutions, woraufhin Kuhn einen Versuch der Klärung unternahm (siehe oben). In späteren Jahrzehnten verlagerte sich die Kritik zusehends auf Kuhns Vorstellung von Inkommensurabilität.

### Kritik durch Lakatos
Nach einem Hauptkritiker Kuhns, dem Wissenschaftstheoretiker Imre Lakatos, umgreifen Paradigmen mehr als einen Leitgedanken, sie sind komplex in ihrer Zusammensetzung. Sie umfassen einen sogenannten harten Kern, der aus den tragenden Theorien (einer Wissenschaftsdisziplin z. B.) besteht, sowie aus einer „Schutzzone“ von Hilfshypothesen, die den „harten Kern“ gegen Widerlegungen abschirmen.
Als dritter Bestandteil der Paradigmen fungiert nach Lakatos ein spezifisch zu diesem „harten Kern“ gehörender oder durch ihn induzierter leistungsfähiger Problemlösungsapparat. Deshalb sei der Ausdruck Paradigma durch die treffendere Formulierung Methodologie wissenschaftlicher Forschungsprogramme zu ersetzen. Verschiedene Forschungsprogramme können nach Lakatos rational verglichen werden und sind nicht etwa inkommensurabel.
Hiermit wandte sich Lakatos gegen Kuhns Vorstellung von wissenschaftlichen Revolutionen und besonders gegen den Einfluss sozialer und kognitiver Faktoren auf diese. Er warf Kuhn in deutlichen Worten vor, dass für ihn wissenschaftliche Revolutionen irrational seien, eine Sache von „Mob-Psychologie“'.

### Kritik durch Stephen Toulmin
Für Stephen Toulmin liegt ein Grundfehler der Theorie Kuhns darin, dass dieser die jeweils geltenden Paradigmen als ein logisch geschlossenes unteilbares System begreife. Demgegenüber handle es sich um ein Bündel von nur locker zusammenhängenden Einzeltheorien, die sich in einem Evolutionsprozess fortwährend bewähren müssen und fallweise ausgeschieden werden, wenn sie sich als untauglich erweisen.

### Kritik durch Paul Feyerabend
Paul Feyerabend kritisierte Kuhns Hauptwerk als „Trostbüchlein für Spezialisten“. Kuhns Konzept der normalen Wissenschaft sei ein Plädoyer für „kurzsichtiges Spezialistentum“, das den Fortschritt von Wissenschaft behindere. Für Feyerabend verfahre die Wissenschaft stets kritisch, während Kuhn die Normalwissenschaft als unkritischen kumulativen Prozess darstellt.

### Kritik an der Inkommensurabilität und Relativismusvorwürfe
Während Kuhns Paradigmenbegriff in der Wissenschaftstheorie vielfach aufgegriffen wurde, ist die Inkommensurabilitätshypothese praktisch nicht akzeptiert und wird bis heute stark kritisiert. Beispielsweise wurde eingewendet (etwa von John W. N. Watkins), dass, wenn Paradigmen bzw. Theorien inkommensurabel – also unvergleichbar – seien, sie gar nicht in einer Konkurrenzsituation miteinander stehen könnten. Es würde sich dann also überhaupt nicht die Frage der Verdrängung der einen Theorie durch die andere stellen, was Kuhns ursprünglicher Behauptung widerspricht, wonach neue Theorie und verdrängte Theorie nicht verträglich seien. Ein weiterer Einwand ist, dass Kuhn seine wissenschaftshistorischen Untersuchungen, die ihn zu seinen Auffassungen führten, nur durchführen konnte, indem er selbst die verschiedenen wissenschaftlichen Theorien von einer übergeordneten Position aus betrachtete und verglich, was gemäß seiner Inkommensurabilitätshypothese unmöglich gewesen sein sollte.
Nach Kuhn darf Inkommensurabilität jedoch nicht als totale Kommunikationslosigkeit verstanden werden. Es ändert sich nicht die gesamte Weltsicht, denn nachfolgende Theorien müssen zumindest als solche erkennbar sein, um überhaupt als inkommensurabel bezeichnet werden zu können. Es gibt also einen gemeinsamen Kern auch inkommensurabler Theorien, der einen Vergleich ermöglicht.
Thomas Kuhn war persönlich von der Unübersehbarkeit eines Fortschritts in der Wissenschaft überzeugt. Allerdings sah er das Fortschreiten nicht als zielgerichteten Prozess hin auf eine endgültige, objektive Beschreibung der Wirklichkeit, sondern als einen Prozess ähnlich der Darwin’schen Evolution, in dem alte Theorien zwar durch bessere neue abgelöst werden, der jedoch nicht zielgerichtet ist.
Der amerikanische Physiker und Nobelpreisträger Steven Weinberg kritisierte in einem Essay Kuhns Position als „radikalen Skeptizismus“, der zu der relativistischen Auffassung führe, die Wissenschaft sei, ähnlich wie „Demokratie oder Baseball“, lediglich eine soziale Konstruktion. Wenn inkommensurable wissenschaftliche Theorien nur innerhalb ihres Paradigmas beurteilt werden könnten, würden diese gegenüber anderen, nichtwissenschaftlichen Theorien keine privilegierte Stellung einnehmen. Diese Auffassung hält Weinberg für inakzeptabel und versucht, in seinem Aufsatz Kuhns Thesen von der Inkommensurabilität wissenschaftlicher Revolutionen zu widerlegen.
In eine ähnliche Richtung zielt die Kritik, dass Kuhn, wenn es keine objektiven Kriterien für die Theorienwahl gebe, die Wissenschaftsgeschichte als irrationalen Prozess darstelle, der nur Resultat von Macht und Disziplin sei, und dass Kuhns Position letztlich zu einem totalen Methoden- und Theorienrelativismus führe, zum „anything goes“ von Paul Feyerabend.
Kuhn setzte sich in den Jahrzehnten nach dem Schreiben von Structure gegen diese Vorwürfe zur Wehr und vertrat die Auffassung, dass sein Bild der Wissenschaftsgeschichte keinesfalls zum Relativismus führe.

### Populäre Verwendung von Kuhns Philosophie
Die Berühmtheit von Thomas Kuhns Thesen und seine zum Teil poetische Sprache hat zu vielen Fehldeutungen in der Rezeptionsgeschichte geführt. Insbesondere der Begriff des Paradigmenwechsels wurde später zu einem schillernden und gerne auch außerhalb von wissenschaftlichen Theorien vereinnahmten Schlagwort, da sich mit ihm moderne Werte wie Innovation, Fortschritt, Kreativität u. a. verknüpften.
Beispielsweise verwendet Samuel P. Huntington die These des Paradigmenwechsels in seinem Buch Kampf der Kulturen für die Erklärung des Aufkommens seines Zivilisationenparadigmas.
Die Popularisierung zum Allerweltsbegriff und die „Entwicklung zur Beliebigkeit“ sowie der „Kultstatus“ des Begriffes haben Kuhn immer wieder als einen Wegbereiter der Postmoderne erscheinen lassen, obgleich er sich davon explizit distanziert hat.
Kuhn selber sah schon die Übertragung seiner Befunde aus der Geschichte der Naturwissenschaften auf andere Wissensbereiche, wie die Soziologie, als problematisch an.

### Posthume Würdigung
Zu Ehren von Thomas Kuhn wurde von der International Academy of Science zusammen mit Yuan T. Lee der Thomas Kuhn Award verliehen.

## Schriften
- The Copernican Revolution: Planetary Astronomy in the Development of Western Thought. Harvard University Press, Cambridge 1957 (Digitalisat).
  - deutsch: Die kopernikanische Revolution. Vieweg, Braunschweig 1980, ISBN 3-528-08433-2.
- The Structure of Scientific Revolutions (= International Encyclopedia of Unified Science. Band 2, Nr. 2.) University of Chicago Press, Chicago 1962; 6. Auflage 1966.
  - deutsch: Die Struktur wissenschaftlicher Revolutionen. Suhrkamp, Frankfurt am Main 1967; 2. Auflage ebenda 1976.
- The Essential Tension: Selected Studies in Scientific Tradition and Change. University of Chicago Press, Chicago 1977, ISBN 0-226-45806-7.
  - deutsch: Die Entstehung des Neuen: Studien zur Struktur der Wissenschaftsgeschichte. Suhrkamp, Frankfurt am Main 1978, ISBN 3-518-07836-4.
- Black-Body Theory and the Quantum Discontinuity 1894–1912. Clarendon, Oxford 1978, ISBN 0-19-502383-8.
- The Road Since Structure: Philosophical Essays 1970–1993. With an autobiographical interview. University of Chicago Press, Chicago 2000, ISBN 0-226-45798-2.
- The last writings of Thomas S. Kuhn. Incommensurability in science. Hrsg.: Bojana Mladenović. University of Chicago Press, Chicago 2022, ISBN 978-0-226-82274-7.